# Adriaan Wesselink
Adriaan Jan Wesselink (Hellevoetsluis, 7 april 1909 – New Haven (Connecticut), 12 januari 1995) was een Nederlands astronoom die achtereenvolgens werkzaam was in Nederland, Zuid-Afrika en de Verenigde Staten. Hij was gespecialiseerd in de waarneming en begrijpen van met name veranderlijke sterren. 

## Biografie
Wesselink werd geboren in Hellevoetsluis als jongste van de vier kinderen van Jan Hendrik Wesselink, een arts, en Adriane Marine Nicolete Stok, een verpleegster. Geïnspireerd door zijn ouders ontwikkelde de jonge Adriaan een groeiende interesse in de wetenschap. Van zijn vader mocht hij diens farmaceutica gebruiken voor zijn scheikundige proefjes. Adriaans eerste boek over de astronomie, die hij van zijn vader kreeg, was Astronomie Populaire van Camille Flammarion.
Wesselink studeerde natuurkunde, wiskunde en astronomie aan de Universiteit Utrecht, waar hij zijn bachelorgraad behaalde. Na ontmoeting met de Leidse hoogleraren Hertzsprung en Oort op een astronomie-colloquium besloot hij over te stappen naar de Universiteit Leiden, waar hij een assistentschap kreeg toegewezen. Gelijktijdig met zijn onderzoek naar veranderlijke sterren werd hij opgeleid door prominente Leidse astronomen als Hertzsprung, Willem de Sitter en Jan Woltjer. In 1938 promoveerde hij onder begeleiding van Hertzsprung op het proefschrift: "Photographic Photometry Applied to the Variable Star SZ Camelopardalis".
Tijdens de Tweede Wereldoorlog verbleef hij in Leiden waarbij hij de taak kreeg de Leidse Sterrewacht draaiende te houden volgend op het ontslag van Leidse hoogleraren en senior stafleden. In 1943 huwde hij Jeanette van Gogh, met wie hij drie kinderen kreeg.
Na de oorlog, in 1946 vertrok Wesselink naar Zuid-Afrika waar hij hoofdopzichter werd van het Leidse Zuidelijke Station, een sterrenwacht van de Leidse universiteit. Deze sterrenwacht, die zich bevond op het grondgebied van het Union Observatory nabij Johannesburg, was gebouwd voor de bestudering van de Zuidelijke sterrenhemel welke onzichtbaar is vanuit Leiden. In 1950 werd hij benoemd tot hoofdassistent van het Radcliff Observatorium in Pretoria. Na het sluiten van deze sterrenwacht vertrok hij in 1964 naar de Verenigde Staten. Hier werd hij onderzoeksassistent aan de faculteit astronomie van de Yale-universiteit.
Wesselink was onder andere nauw betrokken bij het werk van de Zuidelijke Sterrenwacht in El Leoncita nabij San Juan in Argentinië, een sterrenwacht die gezamenlijk was gebouwd door Yale en Columbia-universiteit. Hij overleed in 1995 op 85-jarige leeftijd in New Haven, Connecticut.

## Werk
Adriaans eerste grote klus als astronoom vond plaats tijdens de totale zonsverduistering van 19 juni 1936 die zichtbaar in Europees Rusland, Siberië en Japan. Samen met twee collegae voerde hij diverse waarnemingen uit in Beloretsjensk, ten noordoosten van de Zwarte Zee.
Zijn belangrijkste onderzoeksgebied betrof echter veranderlijke sterren, dit zijn sterren waarvan de helderheid aan variatie onderhevig is. Voor zijn doctoraatthesis over de veranderlijke ster SZ Camelopardalis gebruikte hij voor zijn metingen naar diens helderheid zo'n 12.000 fotografische platen.
Gedurende zijn tijd in Johannesburg was hij verantwoordelijk voor de fotografische waarnemingen van veranderlijke sterren om hun variaties in helderheid te registeren, en om gedeeltes van de sterrenhemel te selecteren om de kleuren van sterren te meten. Deze fotografische platen werden vervolgens naar Leiden verstuurd voor de verdere analyse ervan.
In deze periode berekende Wesselink de gemiddelde doorsnede van de veranderlijke ster van het type delta Cephei door het meten van de helderheid, kleur en radiële snelheid van het oppervlak, waarbij hij uitging dat de ster zich gedraagt als een zwart lichaam in uitzendend licht. Deze in 1946 door Wesselink verder ontwikkelde methode was reeds in 1928 bedacht door de Duitse astronoom Walter Baade en staat sindsdien bekend als de "Baade-Wesselink methode". Deze methode werd door hem toegepast om de pulsatietheorie van periodiek veranderlijke sterren van het type delta Cephei te bewijzen. Het resultaat was dat er een unieke relatie bestaat tussen de kleurindex en oppervlakte-helderheid van dit type ster.
In de sterrenwacht van Pretoria onderzocht hij de radiële snelheid van hete, lichtgevende sterren in de Melkweg om zo meer kennis te vergaren over de snelheid van de rotatieschijf van dit sterrenstelsel. Samenwerkend met Andrew David Thackeray ontdekte hij RR Lyrae veranderlijke sterren in de Magelhaense wolken, die veel meetinformatie verschafte over de afstand tussen deze twee naastgelegen sterrenstelsels.
Planetoïde (1945) Wesselink is naar hem vernoemd. 
- International Standard Name Identifier: 0000 0003 9787 5753
- Mathematics Genealogy Project: 112298
- Nederlandse Thesaurus van Auteursnamen: 073593613
- Virtual International Authority File: 64400568
- WorldCat: E39PBJjT4WrHtYXBkMgK4Y8V4q